# Silly-le-Long
Silly-le-Long är en kommun i departementet Oise i regionen Hauts-de-France i norra Frankrike. Kommunen ligger i kantonen Nanteuil-le-Haudouin som tillhör arrondissementet Senlis. År 2022 hade Silly-le-Long 1 206 invånare.

## Befolkningsutveckling
Antalet invånare i kommunen Silly-le-Long
| Referens: INSEE |